# Viacheslav Ivanovski
Viacheslav Ivanovski –en ruso, Вячеслав Ивановский– (14 de agosto de 1975) es un deportista ruso que compitió para Israel en halterofilia. Ganó dos medallas en el Campeonato Europeo de Halterofilia, oro en 1998 y bronce en 1996.

## Palmarés internacional
| Representando a Israel |                     |                   |           |
| Campeonato Europeo     |                     |                   |           |
| Año                    | Lugar               | Medalla           | Categoría |
| 1996                   | Stavanger (Polonia) | Medalla de bronce | 99 kg     |
| Representando a Rusia  |                     |                   |           |
| Campeonato Europeo     |                     |                   |           |
| Año                    | Lugar               | Medalla           | Categoría |
| 1998                   | Riesa (Alemania)    | Medalla de oro    | 105 kg    |